# جون بيرك (ملحن)
جون بيرك هو ملحن كندي، ولد في 10 مايو 1951.

## روابط خارجية
- جون بيرك على موقع أول ميوزيك (الإنجليزية)